# 국도 제34호선 (미국)

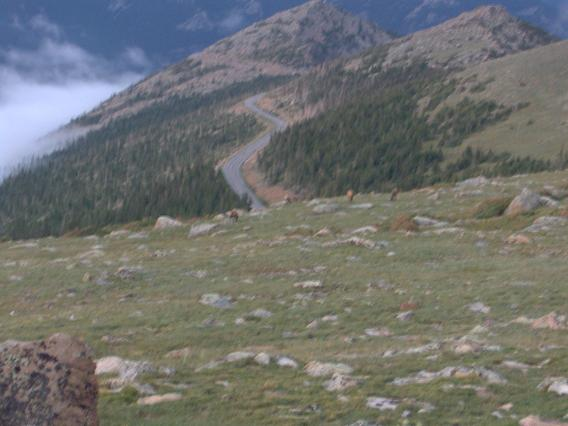
해발 3,400m 높이(약 11,000 ft)의 로키마운틴 국립공원에 가설된 US 34의 모습.

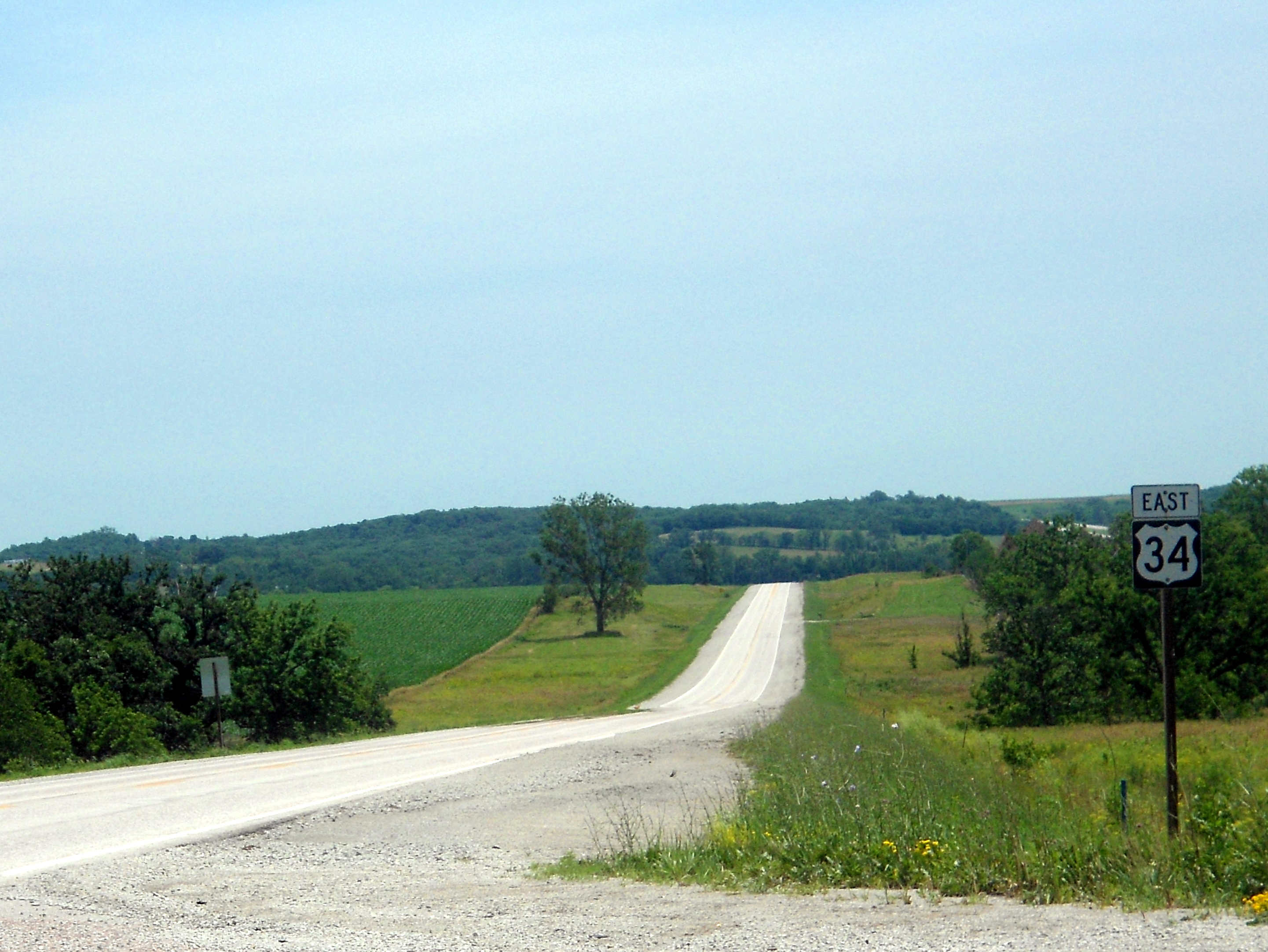
몽고메리군에서 US 34와 US 71이 서로 교차하고 있는 모습.

국도 제34호선(U.S. Route 34)은 콜로라도주 그랜비에서 일리노이주 버윈까지 이르는 미국의 일반 국도로, 총 연장은 1,122 마일 (1,806 km)이다. 대체적으로 볼 때 콜로라도주의 북중부 지방에서 시카고의 서쪽 변두리까지 이어져 있다. 그러나 이 도로는 로키마운틴 국립공원을 통해 해발고도가 12,183 피트 (3,713 m)까지 이르고 있는 트레일 리지 로드로 널리 알려져 왔으며, 미국에서 해발고도가 3번째로 높은 일반 국도이기도 하며, 대체적으로는 거의 포장 상태에 이른다. 기점인 그랜비에서는 국도 제40호선과 접촉하고 있으며, 종점인 버윈에서는 일리노이주도 제43호선 및 이전의 국도 제66호선과 접촉하고 있다. 특이하게도 해당 도로는 콜로라도주에서는 짧은 거리를 이루는 유료도로를 운영하는 것 외에도, 록키마운틴 국립공원을 관통하고 있다.

## 장래
네브래스카주와 아이오와주에서는 이 국도 노선이 새롭게 단장할 예정에 있어, 새로운 교량이 건설될 것으로 관측되자, 경로도 변경이 불가피하다. 이에 따라 플랫강을 거쳐 네브래스카주의 벨뷰 (네브래스카주) 남부까지 이어줄 계획에 있다. 그래서 이 다리에는 국도 제75호선과 같이 병주할 것으로 예상된다.

## 접촉하는 도로

### 주간고속도로
- 주간고속도로 제25호선
- 주간고속도로 제76호선
- 주간고속도로 제80호선
- 주간고속도로 제180호선
- 주간고속도로 제29호선
- 주간고속도로 제35호선
- 주간고속도로 제74호선
- 주간고속도로 제39호선
- 주간고속도로 제355호선
- 주간고속도로 제294호선

### 국도
- 국도 제40호선
- 국도 제36호선
- 국도 제287호선
- 국도 제85호선
- 국도 제6호선
- 국도 제385호선
- 국도 제83호선
- 국도 제283호선
- 국도 제136호선
- 국도 제183호선
- 국도 제281호선
- 국도 제81호선
- 국도 제77호선
- 국도 제75호선
- 국도 제275호선
- 국도 제59호선
- 국도 제71호선
- 국도 제169호선
- 국도 제69호선
- 국도 제65호선
- 국도 제63호선
- 국도 제218호선
- 국도 제61호선
- 국도 제67호선
- 국도 제150호선
- 국도 제52호선
- 국도 제51호선
- 국도 제30호선
- 국도 제12호선
- 국도 제20호선
- 국도 제45호선

### 종점 접촉 도로
- 일리노이주도 제43호선(영어판)·국도 제66호선 : 리버사이드(영어판)-라이언스(영어판)-버윈 연결 도시 구간